# Berit Wiacker
Berit Wiacker, née le 15 juin 1982 à Duisbourg, est une bobeuse allemande.

## Biographie
Elle commence sa carrière sportive dans l'athlétisme en tant que spécialiste du 100 mètres haies, mais s'est tournée ensuite vers le bobsleigh à partir de 2002. Elle fait ses premiers pas au niveau mondial durant la saison 2003-2004.

## Palmarès

### Championnats du monde
- Médaille d'or par équipes mixtes en 2007 à Saint-Moritz
- Médaille d'or par équipes mixtes en 2008 à Altenberg
- Médaille d'argent par équipes mixtes en 2012 à Lake Placid (New York)

### Championnats d'Europe
- Médaille d'or en 2008 du bob à deux
- Médaille d'or en 2009 du bob à deux
- Médaille d'or en 2011 du bob à deux